# كفر بطنا
كفر بطنا هي بلدة وناحية إدارية تتبع منطقة مركز ريف دمشق في محافظة ريف دمشق. بلغ عدد سكان البلدة 22,535 نسمة حسب تعداد عام 2004. بينما بلغ عدد سكان الناحية بأكملها 123,474.
تقع بلدة كفربطنا في ناحية كفر بطنا التي تضم بلدة سقبا وحمورية وجسرين وبيت سوى وعين ترما وافتريس وحزة.
إلى الشرق من مدينة دمشق وتبعد عنها حوالي 6كم وتبلغ مساحتها 392 هكتار ,وقد ذكرت البلدة منذ آلاف السنين في العهد الآرامي والكلداني كما حظيت باهتمام كبير في الإمبراطورية الرومانية حيث كانت ممرا للقوافل التجارية.
ونظرا لقربها من مركز المدينة نلاحظ استقرار كبير لسكان المدينة فيها وتوسعها المستمر وازدياد الخدمات فيها.